# Paedembia afghanica
Paedembia afghanica är en insektsart som beskrevs av Ross 2006. Paedembia afghanica ingår i släktet Paedembia och familjen Paedembiidae.
Artens utbredningsområde är Afghanistan. Inga underarter finns listade i Catalogue of Life.